# Il papà di Giovanna
Il papà di Giovanna is een Italiaanse historische dramafilm uit 2008 onder regie van Pupi Avati. De film werd op het Filmfestival van Venetië 2008 genomineerd voor de Gouden Leeuw en kreeg er de prijzen voor beste acteur, beste mannelijke acteur (beide voor Silvio Orlando) en de 'kleine gouden leeuw' daadwerkelijk toegekend. Daarnaast werd de film genomineerd voor onder meer vier Premi David di Donatello, waarvan het die voor beste actrice (Alba Rohrwacher) won.

## Verhaal
Giovanna Casali (Alba Rohrwacher) is een introvert, verstandelijk beperkt en sociaal geïsoleerd zeventienjarig meisje dat opgroeit in Bologna in het Italië onder heerschappij van Benito Mussolini. Haar vader Michele (Silvio Orlando) is dol op zijn dochter. Hij werkt als leraar op haar school en grijpt elke mogelijkheid aan om haar met de minimale middelen die hij ter beschikking heeft geluk en zelfvertrouwen te bezorgen. Zijzelf hecht zich erg aan haar vader en ook aan haar moeder Delia (Francesca Neri), maar dat is niet wederzijds. Giovanna bewondert haar moeder, want die krijgt door haar uiterlijk veel aandacht van mannen, in tegenstelling tot zijzelf. Michele ziet tot zijn tevredenheid dat Giovanna's klasgenoot Antonio Dalmastri (Antonio Pisu) contact met haar zoekt. Hij vindt haar interessant en aardig.
Wanneer Giovanna door haar klasgenote Marcella Taxler (Valeria Bilello) uitgenodigd wordt voor een verjaardagsfeestje, doet Michele zijn best om ervoor te zorgen dat ze hier ten volle van kan genieten. Hij praat op haar in hoe leuk het gaat worden en gaat samen met haar een nieuwe jurk kopen. Om 23.00 uur wordt Michele gebeld dat het niet goed gaat met Giovanna. Hij rijdt naar de Traxlers. Ze heeft gedronken, is hysterisch geworden en ligt misselijk op bed. Michele neemt haar mee naar huis. Wanneer hij de volgende avond met Delia thuiskomt van het uitgaan, heeft Giovanna zichzelf opgesloten op haar slaapkamer. Ze zegt dat het goed gaat, maar dat ze met rust gelaten wil worden. Op de badkamer ziet hij bloed op een handdoek. Delia zegt dat Giovanna waarschijnlijk ongesteld is geworden.
De volgende dag blijkt Marcella vermist. Ze wordt vermoord teruggevonden in het hok van de gymzaal op school. Micheles vriend Sergio Ghia (Ezio Greggio) werkt voor de politie en bemoeit zich met het onderzoek. Hij vertelt dat de dader waarschijnlijk een man is, want er zijn zaadsporen op Marcella's jurk gevonden. Bovendien werd haar oom bedreigd vanwege zijn tegenwerking van de antifascisten. Giovanna mag na een verhoor naar huis. Ze moet niettemin opnieuw mee wanneer een getuige vertelt Giovanna bij de gymzaal gezien te hebben en dat zij erg jaloers en bezitterig deed tegen Marcella. Die had een verhouding met Antonio, vandaar de gevonden sporen op haar jurk. 's Avonds komt Sergio Michele en Delia vertellen dat Giovanna de moord heeft bekend. Ze bracht Marcella met een scheermes om. Haar bebloede kleren worden in het kolenhok van de Casali's aangetroffen.
Doordat Giovanna zwak van geest is, begrijpt ze de ernst van de situatie niet. Advocaat Pradelli (Edoardo Romano) krijgt de rechtbank daarom zover om haar ontoerekeningsvatbaar te verklaren. Giovanna hoeft niet naar de gevangenis, maar gaat naar een psychiatrische inrichting voor behandeling. Ze belandt daar tussen de geestelijk zwaar beperkten, maar leeft zo in haar eigen wereld dat ze daar niet veel last van heeft. Ze kijkt uit naar de bezoeken van haar vader, die elke dag trouw zo veel mogelijk tijd met haar komt doorbrengen vanaf de andere kant van het hek. Giovanna verlangt ook naar een bezoek van Delia. Die kan zich er niet toe brengen haar dochter op te zoeken, maar Michele verzint telkens excuses voor haar. Hij neemt Delia's zwarte handschoenen mee voor Giovanna, die deze constant gaat dragen. Ze vertelt haar vader dat ze Marcella ombracht en waarom. Ze is ervan overtuigd dat Antonio van haar houdt en alleen iets anders zegt omdat hij daartoe wordt gedwongen. Marcella had haar alleen gezegd dat Antonio enkel met haar omging omdat Michelle hem chanteerde en zou laten zakken als hij dat niet deed. Dit verhaal doet inmiddels de ronde in heel Bologna. Michele neemt daarom ontslag op school, dat gretig geaccepteerd wordt. In de buurt kijkt iedereen hem met de nek aan, behalve Sergio en zijn familie. Michele ondergaat het gelaten en blijft zich volledig op Giovanna richten.
Een van Giovanna's artsen denkt dat hij de oorzaak van haar wanen heeft gevonden. Hij denkt dat ze gezien heeft dat haar moeder op iemand anders verliefd is geweest dan op haar vader. Michele denkt aan Sergio. Zijn vrouw is net omgekomen bij een bombardement en daarom staat niets hem in de weg om iets met Delia te beginnen. Michele wil dat toestaan, omdat hij vermoedt dat ze dat allebei willen en alleen uit respect voor hem niet doen. Hij verhuist en gaat alleen in een karig huis vlak bij de kliniek van Giovanna wonen. Hij spendeert elke minuut en cent die hij te besteden heeft aan haar. Sergio en Delia komen een laatste keer bij hem langs. Ze gaan samen naar het noorden om zich aan te sluiten bij de partij van Mussolini. Wanneer de Tweede Wereldoorlog eindigt in '45, ziet Michele Sergio terug. Die wordt door een volksgericht als fout bevonden en door een vuurpeloton neergeschoten. Giovanna wordt vrijgelaten uit de inrichting en mag met Michele mee naar huis. Wanneer ze in 1953 samen over straat lopen, lopen ze bij toeval Delia tegen het lijf. Michele probeert Giovanna nog wijs te maken dat het een vrouw is die alleen op haar moeder lijkt om haar een teleurstelling te besparen. Ze confronteert Delia niettemin toch. Die bevestigt dat ze het is en keert terug bij haar en Michele.

## Rolverdeling
| - Silvio Orlando - Michele Casali - Alba Rohrwacher - Giovanna Casali - Francesca Neri - Delia Casali - Ezio Greggio - Sergio Ghia - Serena Grandi - Lella Ghia - Valeria Bilello - Marcella Taxler - Paolo Graziosi - Andrea Taxler | - Manuela Morabito - Elide Traxler - Gianfranco Jannuzzo - Preside Apolloni - Sandro Dori - Belletti - Rita Carlini - Lia - Antonio Pisu - Antonio Dalmastri - Edoardo Romano - Pradelli |